# Звездане стазе: Према тами
Звездане стазе: Према тами (енгл. Star Trek Into Darkness) амерички је научнофантастични филм из 2013. године, режисера Џеј-Џеј Ејбрамса, према сценарију који су написали Роберто Орси, Алекс Керцман и Дејмон Линделоф. Ово је дванаести по реду филм франшизе Звездане стазе и друго остварење у рибут серијалу. Главне улоге из претходног филма понављају Крис Пајн, Закари Квинто, Сајмон Пег, Карл Ербан, Зои Салдана, Џон Чо, Антон Јелчин и Брус Гринвуд, којима се придружују Бенедикт Камбербач, Алис Ив и Питер Велер. Ово је уједно и последњи филм у ком се Ленард Нимој појавио пре своје смрти 2015. године. Радња је смештена у 23. век и прати Џејмса Т. Кирка и посаду звезданог брода Ентерпрајз, који крећу на планету Клингонаца у потрагу за терористом по имену Џон Харисон.
Након успеха филма Звездане стазе 2009. године, Ејбрамс, Брајан Берк, Линделоф, Керцман и Орси су се договорили да сниме наставак. Снимање је почело у јануару 2012. године. Визуелне ефекте је радила компанија Industrial Light & Magic. Филм је у постпродукцији претворен у 3D формат.
Филм је премијерно приказан 23. априла 2013. у Сиднеју, док је у америчким биоскопима објављен 15. маја исте године. Остварио је финансијски успех и добио позитивне рецензије критичара. Са зарадом од преко 467 милиона долара широм света, постао је филм са највећом зарадом у историји франшизе. Био је номинован за Оскара у категорији за најбоље визуелне ефекте. Наставак, Звездане стазе: Изван граница, премијерно је приказан 2016. године.

## Радња
Године 2259, капетан Џејмс Т. Кирк смењен је са командне дужности над звезданим бродом Ентерпрајз због кршења Прве директиве — открио је брод примитивним становницима планете Нибиру како би их, заједно са Споком, спасао од катастрофалне вулканске ерупције. Адмирал Кристофер Пајк поново преузима команду над бродом, док је Кирк деградиран у првог официра. Спок је пребачен на други брод.
Убрзо након тога, официр Звездане флоте Томас Хејвуд, по наређењу команданта Џона Харисона, извршава напад на објекат Секције 31 у Лондону. Током хитног састанка поводом инцидента, Харисон напада бродом и убија Пајка и друге високе официре, након чега се транспортује на планету Кронос, матични свет непријатељски настројених Клингонаца.
Адмирал Александар Маркус враћа Кирка и Спока на Ентерпрајз, са наређењем да убију Харисона користећи нова, далекосежна скривена торпеду. Главни инжењер Монтгомери Скот противи се уношењу непроверених торпеда на брод без познатих спецификација; након што га одбију, он подноси оставку. Кирк поставља Павела Чехова као Скотијеву замену. На путу ка Кроносу, способност ворп погона Ентерпрајза отказује. Кирк, Спок и Ухура чине тим који се спушта на планету, где их нападају клингонске патроле. У том тренутку појављује се Харисон и убија Клингонце. Он се потом предаје када сазна тачан број торпеда на броду Ентерпрајз.
Доктор Ленард Мекој и докторка Керол Маркус, ћерка адмирала Маркуса, по Харисоновом захтеву отварају једно торпедо и откривају да садржи људе у криогеној хибернацији. Харисон је затворен у бродски затвор, где открива свој прави идентитет — он је Кан Нунијен Синг, генетски модификован суперчовек, кога је адмирал Маркус пробудио после вековног сна и натерао да развија напредно оружје под претњом да ће убити његову посаду, коју је Кан сакрио у торпеда. Кан такође открива да је Маркус намерно оштетио ворп погон Ентерпрајза, како би Клингонци уништили брод након што отвори ватру, чиме би се изазвао рат са Клингонским царством. Кан даје Кирку координате, које Кирк шаље Скотију да истражи. Скоти открива да координате воде до тајне базе Звездане флоте.
Ентерпрајз пресреће много већи ратни брод Звездане флоте — Венџенс, под командом адмирала Маркуса. Маркус захтева да му Кирк преда Кана, али Ентерпрајз бежи ка Земљи како би га разоткрили. Венџенс онеспособљава Ентерпрајз код Месеца, али Керол Маркус открива своје присуство на броду и покушава да заустави напад. Маркус је присилно транспортује на Венџенс и наређује уништење Ентерпрајза. Венџенс остаје без напајања након што га Скоти саботира, пошто се потајно укрцао на брод.
Како транспортери не раде, Кирк и Кан, уз Каново познавање конструкције Венџенса, изводе скок кроз свемир до тог брода. У међувремену, Спок контактира себе из будућности на Новом Вулкану, који му прича о свом сусрету са Каном и упозорава га да му се не може веровати. Након борбе до командног моста, Кан надвлада Кирка, Скотија и Керол, убија адмирала Маркуса и преузима контролу над Венџенсом.
Кан тражи од Спока да му врати његову замрзнуту посаду у замену за официре са Ентерпрајза, на шта Спок пристаје. Када Кан отвори ватру на Ентерпрајз, Спок активира бојеве главе, осакативши брод, али је претходно Мекој тајно уклонио Канову посаду из торпеда. Оба брода падају према Земљи под утицајем гравитације. Кирк улази у радиоактивну реакторску комору и по цену свог живота поново покреће ворп језгро, спасавајући брод.
Кан обрушава Венџенс на Сан Франциско у покушају да уништи седиште Звездане флоте, док Мекој открива да Канова крв има регенеративна својства која могу да спасу Кирка. Спок креће у потеру за Каном кроз град, и њих двојица се упуштају у борбу прса у прса. Баш када Спок намерава да убије Кана, Ухура се телепортује на локацију и зауставља га, објашњавајући да је Кан једина шанса да се Кирк спасе. Кановом крвљу Кирк бива враћен у живот, а Кан се поново ставља у криогени сан, заједно са својом посадом. Годину дана касније, Кирк држи говор на церемонији поновног посвећивања Ентерпрајза. Посада креће на петогодишњу истраживачку мисију.

## Улоге
| Глумац                 | Улога                          |
| ---------------------- | ------------------------------ |
| Крис Пајн              | Џејмс Т. Кирк                  |
| Закари Квинто          | Спок                           |
| Ленард Нимој (старији) | Спок                           |
| Карл Ербан             | Ленард Мекој                   |
| Зои Салдана            | Ниота Ухура                    |
| Сајмон Пег             | Монтгомери Скот                |
| Џон Чо                 | Хикару Сулу                    |
| Антон Јелчин           | Павел Чехов                    |
| Бенедикт Камбербач     | Џон Харисон / Кан Нунијен Синг |
| Брус Гринвуд           | Кристофер Пајк                 |
| Алис Ив                | Керол Маркус                   |
| Питер Велер            | Александар Маркус              |
| Ноел Кларк             | Томас Хервуд                   |
| Назнин Контрактор      | Рита Хервуд                    |